# Велика Ведмедиця II
Карликова галактика Велика Ведмедиця II (англ. Ursa Major II Dwarf, UMa II dSph) — це карликова сфероїдальна галактика (dSph), розташована в сузір'ї Великої Ведмедиці й виявлена 2006 року в даних, отриманих Слоанівським цифровим оглядом неба. Галактика перебуває на відстані близько 30 кілопарсек від Сонця і наближається до Сонця зі швидкістю близько 116 км/с. Її класифікація (dSph) означає, що вона має еліптичну (співвідношення осей ~ 2:1) форму з напівсвітловим радіусом близько 140 парсек.
Велика Ведмедиця II є одною з найменших і найтьмяніших галактик-супутників Чумацького Шляху — її інтегрована світність лише в 4000 разів більша, ніж Сонця (абсолютна видима зоряна величина становить приблизно -4,2), що значно нижче за світність більшості кулястих скупчень. Ця галактика має меншу світність, ніж деякі зорі, наприклад, Канопус. Вона порівняна за світністю з Беллатрікс в Оріоні. Однак її маса становить близько 5 млн. сонячних мас, тобто співвідношення маса-світність галактики становить близько 2000. Це може бути завищеною оцінкою, оскільки Велика Ведмедиця II має дещо неправильну форму й може перебувати в процесі припливного (гравітаційного) розриву.
Зоряне населення Великої Ведмедиці II складається здебільшого зі старих зір, сформованих щонайменше 10 мільярдів років тому. Металічність цих зір також дуже низька [Fe/H] ≈ −2.44 ± 0.06 — вони містять у 300 разів менше важких елементів, ніж Сонце. Зорі цієї галактики були, мабуть, одними з перших зір, що сформувались у Всесвіті. На цей час зореутворення в галактиці не спостерігається, а вимірювання не виявили в ній нейтрального водню — верхня межа становить лише 562 M☉.